# 陈蟜
陳蟜（前2世纪—前116年），又写作“陈融”。西汉隆虑侯。馆陶公主刘嫖和堂邑侯陈午之子。汉武帝皇后陈氏的同母兄弟，另有同母兄弟陈须（又名陈季须），娶隆慮公主，有一子昭平君。
孝景中五年（前145年），陈蟜以长公主子的身份被封为隆虑侯。封国四千一百二十六户（《汉书》记为“万五千户”）。而他的兄弟陈须直到父亲陈午逝世（前129年），才继承堂邑侯的爵位。
汉武帝元鼎元年（前116年），与陈须在母丧期间，未除服奸和兄弟争财，有禽兽行，按罪当死。兄弟二人皆自杀，国除。